# Sant Bartomeu de Bajanda
L'església de Sant Bartomeu de Bajanda és l'església, antigament parroquial, del vilatge de Bajanda, pertanyent a la comuna d'Estavar, a la comarca de l'Alta Cerdanya, de la Catalunya del Nord.
L'església, amb el cementiri al voltant seu, està situada a l'extrem nord-est del nucli de població, antigament una mica separada del vilatge, però actualment englobada ja pel creixement de la població.

## Història

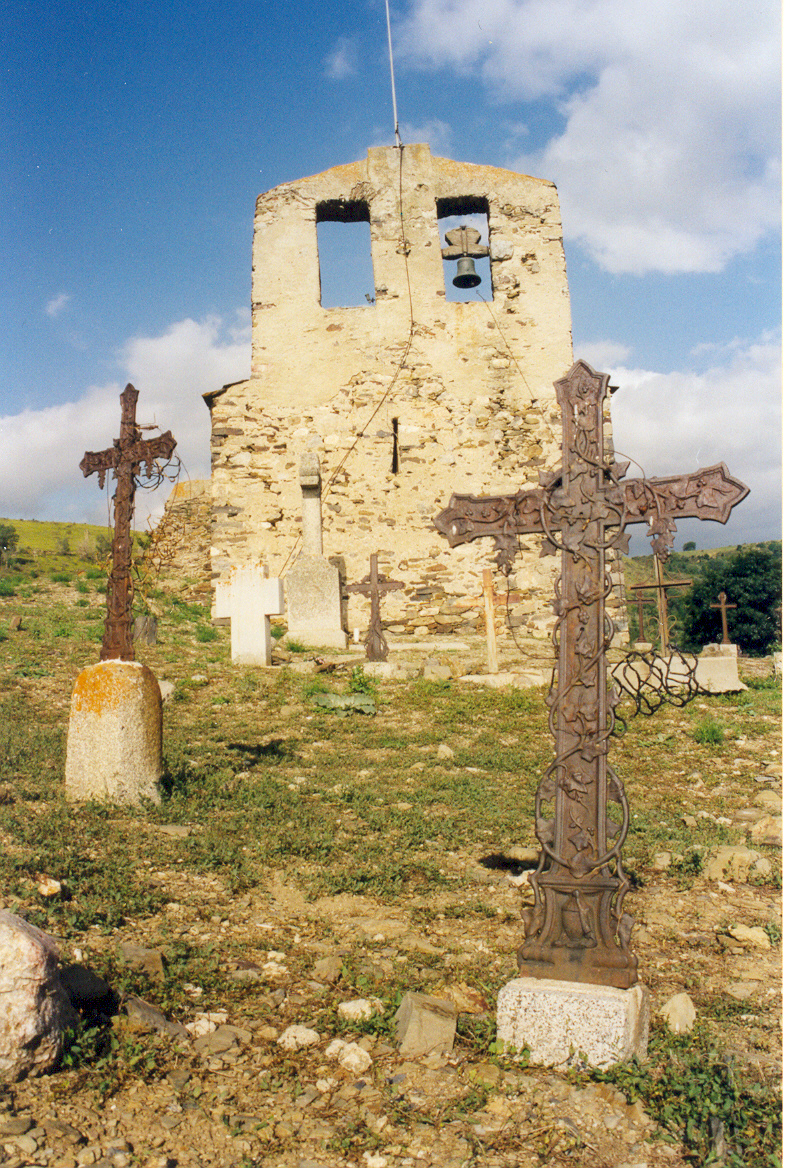
Frontis occidental de l'església

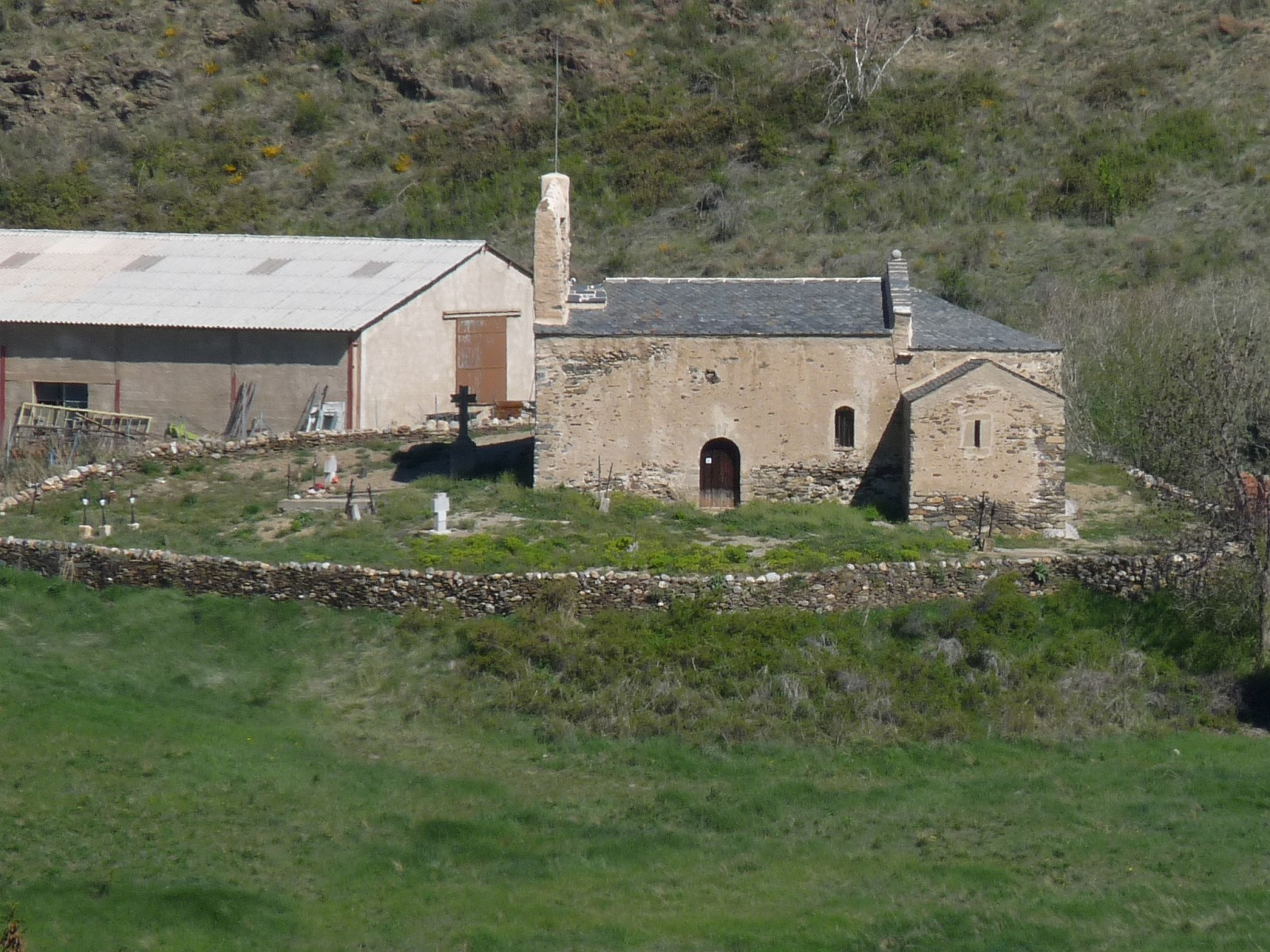
L'església, des del sud

És citada com a parròquia a l'Acta de consagració de l'església de la Seu d'Urgell, que es creia de finals del segle ix, però en realitat és de l'XI.
La construcció d'aquest edifici està datada a finals del segle xi o principis del segle xii, amb diverses reformes posteriors.
El fet més destacat esdevingut a Sant Bartomeu de Bajanda fou el jurament el 6 de novembre de l'any 1010 del testament sacramental de Sal·la, mort a Gelida un mes i pocs dies abans, en què Sant Ermengol d'Urgell apareix per primer cop com a bisbe d'Urgell.

## Edifici
Consta d'una nau de planta rectangular amb absis semicircular i volta de quart d'esfera a llevant. Té dues finestres, una en el centre del tambor de l'absis i una altra d'espitllera molt estreta a la façana de ponent, aquest mur és d'alçada doble que la resta de parets de l'església i és el que forma el campanar de cadireta de dues obertures de forma rectangular sense cap arc a la seva part superior.
A les reformes de l'any 1747 es va construir la sagristia adossada a la part meridional de l'absis. Posseeix un retaule d'estil barroc de l'any 1743 atribuït a Pau Sunyer i Lluís Baixa, que tapa la finestra de l'absis, així com un altar granític primitiu. Conserva en el seu interior una pica baptismal de forma bombada de setanta-cinc centímetres de boca.